# 大安寺 (堺市)
大安寺（だいあんじ）は、堺市堺区にある臨済宗東福寺派の仏教寺院。山号は布金山（ふきんさん）。本尊は釈迦如来坐像。

## 歴史

### 概要
応永年間（1394年 - 1428年）に後小松天皇の命により、徳秀士蔭(とくしゅうしいん)が東福寺の末寺として開山したとされる。創建時は堺の町の中心に位置し、広さは二町四方、六つの塔頭を有していた。
1615年、大坂夏の陣により、寺は焼失。その後、慶安年間に、現在の南旅籠町の地に移転した。

## 境内

### 本堂
総檜造りの書院造の建物で、方丈として使用された。1996年から1999年の修理で、江戸時代初期（17世紀前半）に建てられた邸宅の部材を再利用し、1683年に間取りを変更して移築したものと判明した。屋根は本瓦葺の入母屋造、内部は上段の間を有し、書院造の部屋もある豪奢なもの。もとは、桃山時代の豪商・納屋助左衛門（呂宋助左衛門）の豪華な邸宅であったとの伝承がある。1955年6月22日に国の重要文化財に指定された。現在の間取りは下記「障壁画」の項を参照。

### 本堂障壁画
本堂4室の襖、計76面に描かれている。江戸時代初期の狩野派の作と推定されている。寺伝では、西湖図は狩野元信の作、他は狩野永徳の作とされる。1996年から2002年に保存修復が行われ、本堂と同様に、移築前の邸宅に用いられていたものを再利用していたことがわかった。1981年6月9日に重要文化財に指定された。
- 下一之間（6畳） - 紙本金地著色 鶴図13面
- 下二之間（12畳） - 紙本金地著色 百日紅遊猿図14面、紙本金地著色 黄蜀葵図2面
- 室中（18畳） - 紙本金地著色 松梅図5面、紙本金地著色 檜図6面、紙本金地著色 藤図8面、紙本金地著色 黄蜀葵図4面
- 上間（8畳） - 紙本墨画 西湖図24面
- 附指定 - 紙本金地著色 白梅図4面、著色杉戸絵8面（鶴図2・朝顔図2・吉野山図2・竹虎図2）

第二次大戦前の日本の国定教科書に「画師の苦心」として取り上げられていた逸話は、この障壁画の松梅図の「枝添えの松」とされている。

### 開山堂
1706年、大安寺中興の祖、大円長根(だいえんちょうこん)が建立。当時、朱印地であった築尾村（現・堺市西区津久野町）の北村了貞が寄進したと伝える。

### その他
- 牡丹花肖柏供養塔
- 虹の手水鉢 - 側面に虹のような模様が浮き上がったため、明治天皇の行幸の際に名づけられた。

## 文化財

### 重要文化財（国指定）
- 本堂障壁画 76面 -前項に記述。

## 所在地
〒590-0965 堺市堺区南旅篭町東4-1-4

## 交通アクセス
- 阪堺電気軌道阪堺線 御陵前停留場 徒歩5分